# إيفان أورتيغا
إيفان أورتيغا (بالإسبانية: Iván Ortega)‏ هو متسابق خماسي حديث مكسيكي، ولد في 22 يوليو 1971.

## وصلات خارجية
- إيفان أورتيغا على موقع أوليمبيديا (الإنجليزية)